# Terrilimosina deemingi
Terrilimosina deemingi är en tvåvingeart som beskrevs av Marshall 1987. Terrilimosina deemingi ingår i släktet Terrilimosina och familjen hoppflugor.
Artens utbredningsområde är Nepal. Inga underarter finns listade i Catalogue of Life.